# Tábor (szálláshely)
A tábor rövidebb vagy hosszabb időre felállított átmeneti szálláshely.

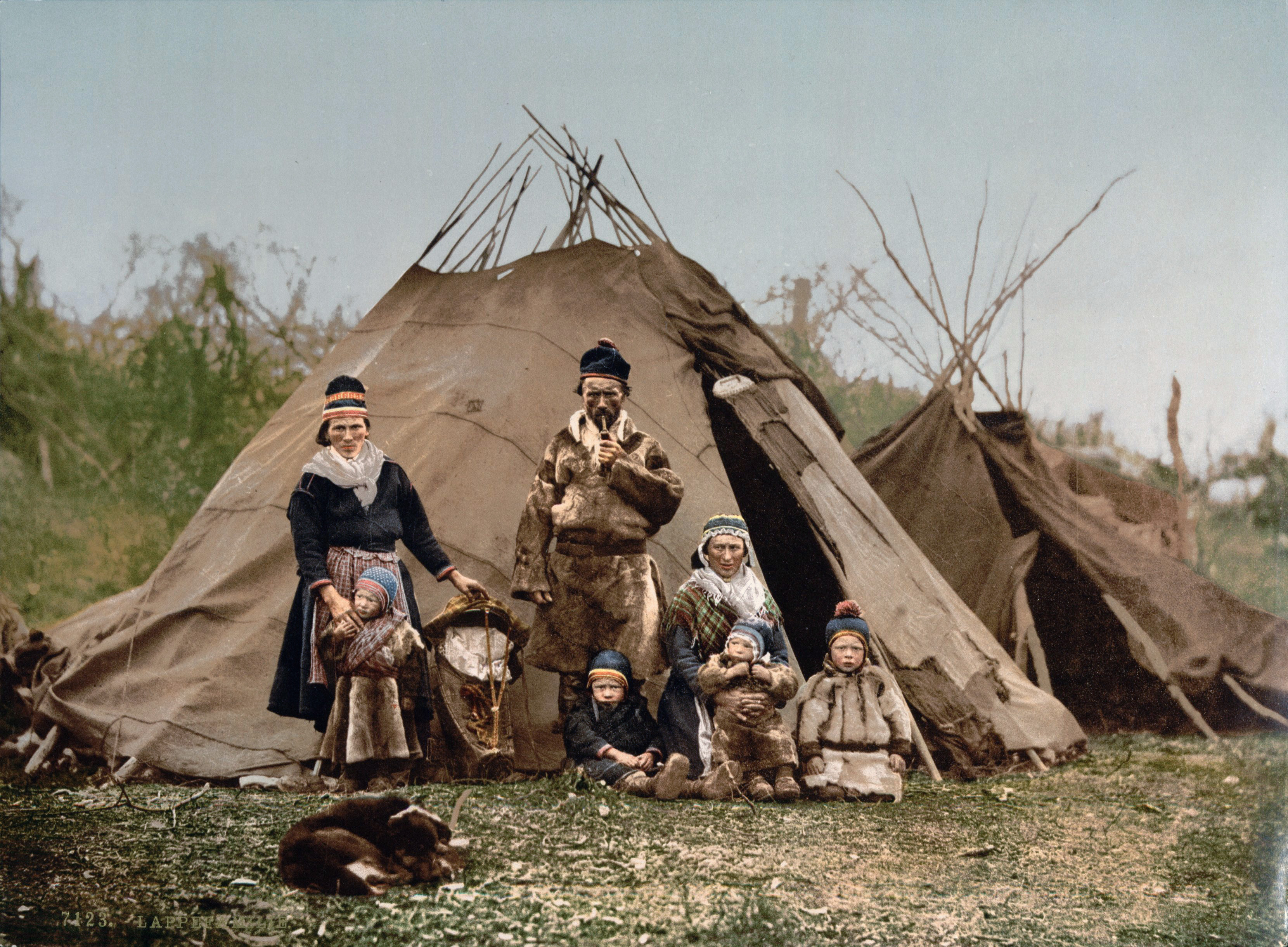
Számi tábor

Háborúban a hadkészültség gyakran igényli, hogy a csapatok az ellenségtől már több napi menetnyire, szabad táborba szálljanak vagyis szabad ég alatt táborozzanak, ami nem zárja ki azt, hogy a hadállásba eső minden helyiség meg ne szálljon, és hogy abban az ellenségnek nem közvetlen közelében levő csapatok, harcászati kötelékük fenntartásával, bár igen szűken is, de mégis fedél alatt el ne helyeztessenek. Minthogy a szabad táborok csak igen rövid ideig használtatnak, természetes, hogy berendezésük csak azokra a legszükségesebbekre szorítkozhat, melyek (mint pl. a vizek partjain itatók helyreállítása, főzőhelyek, pöcék és bejáratok készítése) a legegyszerűbb munkával végrehajthatók. Ha háborúban a csapatoknak hosszabb ideig kell táborozniuk, akkor álló táborba szállanak, melyek gondosabban és kényelmesebben vannak berendezve, mint az a szabad táboroknál lehetséges. A nagyobb csapattömegeknek békében közös gyakorlatokra való összevonására szolgáló táborhelyek gyakorlótáboroknak neveztetnek. Szabad táborokban az embereknek szél és eső ellen való megóvására félszerfedeleket vagy tábori kunyhókat készítenek. Ha a táborozás hosszabb időre terjed, bődék (barakkok) építtetnek.
A több napig tartó nyári iskolai kirándulások szálláshelyét is tábornak hívják.